# Tadeusz Mackiewicz
Tadeusz Mackiewicz (ur. 26 stycznia 1936 w Okuniowcu) – polski działacz partyjny i państwowy, prawnik, w 1980 podsekretarz stanu w Urzędzie Gospodarki Materiałowej.

## Życiorys
Syn Bolesława i Władysławy. W 1955 zdał maturę w Liceum Ogólnokształcącym Towarzystwa Przyjaciół Dzieci w Suwałkach, podczas nauki działając w Lidze Przyjaciół Żołnierza. W latach 1955–1959 studiował prawo na Uniwersytecie Warszawskim, w 1960 uzyskując dyplom. Udzielał się w Związku Młodzieży Polskiej i od 1957 w Związku Młodzieży Socjalistycznej, a w 1959 wstąpił w szeregi Polskiej Zjednoczonej Partii Robotniczej.
Od 1959 do 1960 aplikant w Prokuraturze Warszawskiej, następnie od 1961 do 1966 radca i starszy radca w Wydziale Prawnym Gabinetu Ministra Przemysłu Ciężkiego. Pomiędzy 1966 a 1973 wicedyrektor ds. administracyjno-handlowych i dyrektor Biura Sprzedaży Sprzętu i Porcelany Elektrotechnicznej „Elektrosprzęt” w Warszawie, od 1973 dyrektor handlowy w Zjednoczeniu Przemysłu Kabli i Sprzętu Elektrotechnicznego „Elkam”. W 1976 objął stanowisko dyrektora naczelnego Zjednoczenia Sprzętu Oświetleniowego i Elektroinstalacyjnego „Polam”. Od maja do 29 listopada 1980 zajmował stanowisko podsekretarza stanu w Urzędzie Gospodarki Materiałowej w randze I zastępcy ministra. W grudniu 1980 decyzją Warszawskiej Komisji Kontroli Partyjnej wydalony z szeregów partii. W III RP działał jako wspólnik przedsiębiorstw.